# Marčič
Marčič je priimek več znanih Slovencev:
- Aleš Marčič, pevski pedagog, baritonist, zborovodja
- Andrej Marčič, podjetnik
- Karel Marčič (1891—1972), geodet, general(pod)polkovnik JLA
- Lucija Marčič, pevka
- Maja Marčič, okoljevarstvenica
- Majda Furlan (r. Marčič) (1924—1973), plastična kirurginja
- Milan Marčič (*1951), strojnik, univ. prof.
- Nejc Marčič, alpinist
- Renata Marčič, socialna psihologinja
- Rudolf Marčič (1882—1960), slikar (marinist)
- Simon Marčič (*1982), motociklist (reli Dakar...)
- Valentin Marčič (1868—1930), župnik, cerkveni glasbenik in pesnik
- Vesna Marčič, scenaristka ... ?
- Viktor Marčič (1889—1967), zdravnik na Jesenicah